# Закон о универзитету из 1998. године
Закон о универзитету је донет 28. маја 1998. године док је министар просвете у Влади Републике Србије био Јово Тодоровић. Указ је потписао председник Републике Србије Милан Милутиновић.
Закон је имао за циљ да заврши посао са укидањем аутономије универзитета и да се, уједно, са универзитета одстране непослушни елементи.
Према овом Закону, Влада је била овлашћена да по сопственој мери поставља чланове у управљачке структуре на универзитетима – од управних одбора до декана и ректора. Посебна ставка у Закону омогућила је коначни обрачун са слободномислећим наставним кадром, а подразумевала је обавезу потписивања новог уговора о раду, што је практично представљало прихватање новог Закона. Због одбијања да потпишу овакав папир, најмање 200 наставника и сарадника избачено је са БУ, а многи су били под суспензијом. Казнене мере су се разликовале од факултета до факултета и зависиле су од, пре свега, снаге колектива, али и од тога колико је који декан био високо позициониран у СПС-у, ЈУЛ-у или СРС-у.

## Правни факултет у Београду
Декан Оливер Антић изазвао је бројне афере везане за избацивање и сукоб са професорима факултета. Отпуштени су професори:
- Владимир Водинелић,
- Весна Ракић-Водинелић,
- Драгор Хибер,
- Драгољуб Поповић,
- Мирјана Стефановски

и др. због њихове политичке неподобности за време власти Слободана Милошевића.

## Електротехнички факултет у Београду
За време страховладе двојца Теодосић–Лабан са ЕТФ-а је отерано или факултет напустило 97 професора, асистената и других сарадника у настави.
Др Владана Ликар Смиљанић је једна од бунтовних наставника којима је декан ЕТФ-а Влада Теодосић забранио улазак у зграду факултета. Током Теодосићевог деканата на Електротехничком факултету су малтретирани и студенти и запослени на факултету.
Против декана Владе Теодосића ЕТФ води и судски спор – зато што је 180.000 марака потрошио за:
- обезбеђење,
- плаћање приватног обезбеђења које је одржавали "ред" на факултету,
- ланце и окове којима је факултет током његовог деканата био омеђен.

## Архитектонски факултет у Београду
Дана 23. маја 2000. године на Архитектонском факултету полиција је тукла студенте који су протестовали на овом факултету. Неколико професора је због тог преседана поднело кривичну пријаву против Н.Н. лица, али је одговор тужиоца био да је цео инцидент "сувише ситан".

## Епилог
Универзитет у Београду није покренуо поступак зашто су на факултетима масовно били присутни наоружана лица, полиција и параполицијски одреди који су бездушно тукли студенте, па и физички малтретирали и наставнике и сараднике спречавајући их да уђу у зграду факултета.